# Alfred Potier
Pour les articles homonymes, voir Potier.
Alfred Potier, né à Paris le 11 mai 1840 et mort à Paris le 8 mai 1905, est un ingénieur et physicien français.

## Biographie
Licencié ès sciences en 1856, Alfred Potier entre en 1857 à l'École polytechnique. Il en sort 2e comme ingénieur des mines. Il est nommé répétiteur adjoint de physique en 1867. Ingénieur en chef des mines en 1881, Potier est nommé la même année professeur de physique à l'École polytechnique. Il est élu membre de l'Académie des sciences en 1891.
Il s'intéressa essentiellement à l'optique et à l'électricité.
Il est le neveu de Gabriel Lamé et le petit-fils de Prosper Goubaux.

## Distinctions
- Officier de la Légion d'honneur (1889)

## Principales publication
- Mémoires sur l'électricité et l'optique (1912)